# 聖瑪格麗塔 (加利福尼亞州)
聖瑪格麗塔（英語：Santa Margarita）是位於美國加利福尼亞州聖路易斯-奧比斯保縣的一個人口普查指定地區。

## 地理
聖瑪格麗塔的座標為35°23′22″N 120°36′29″W / 35.38944°N 120.60806°W，而該地最高點為海拔高度309米（即1014英尺）。

## 人口
根據2010年美國人口普查的數據，聖瑪格麗塔的面積為1.341平方千米，均為陸地。當地共有人口1259人，而人口密度為每平方千米938人。